# Червеноглава ветрушка
Червеноглава ветрушка (Falco chicquera) е вид птица от семейство Соколови (Falconidae). Видът е почти застрашен от изчезване.

## Разпространение
Видът е разпространен в Бангладеш, Индия, Непал и Пакистан.